# Adolf Rambold
Adolf Rambold, né le 5 octobre 1900 à Stuttgart et mort le 14 mai 1996 à Meerbusch, est un inventeur et un ingénieur allemand.
Il est considéré comme l’inventeur du sachet de thé moderne à double chambres ainsi que des machines d'emballage associées.

## Carrière
Dans les années 1920, l'entreprise Teekanne a amélioré l'idée initiale. Adolf Rambold a développé un modèle de sachet plus pratique, fabriqué à partir de papier-filtre, et a introduit la ficelle et l'étiquette en carton pour identifier les marques de thé.
En 1924, Adolf Rambold est engagé comme serrurier par la Société allemande Teekanne GmbH & Co. KG à Düsseldorf.
En 1928, il développe le sachet de thé et la machine d’emballage « Pompadour » qui produit 35 sachets de thé par minute. En 1949, il crée la « Constanta-Teepackmaschine » capable de produire 160 sacs double chambres par minute. Il fonde, à Meerbusch, une filiale de Teekanne, la « Teepack Spezialmaschinen GmbH ».